# نجاتي آتش
نجاتي آتش (بالتركية: Necati Ateş)‏ هو لاعب كرة قدم تركي في مركز الهجوم، ولد في 3 يناير 1980 في إزمير في تركيا. شارك مع منتخب تركيا تحت 17 سنة لكرة القدم ومنتخب تركيا تحت 19 سنة لكرة القدم ومنتخب تركيا تحت 20 سنة لكرة القدم ومنتخب تركيا تحت 21 سنة لكرة القدم ومنتخب تركيا لكرة القدم. أما مع النوادي، فقد لعب مع آلتاي إزمير وأضنة سبور وأنطاليا سبور وإسطنبول باشاكشهير وإسكيشهرسبور وريال سوسيداد وعثمانلي سبور وغلطة سراي وقيصري إيرسيسبور وكارسياكا.

## وصلات خارجية
- نجاتي آتش على موقع الاتحاد الدولي (مؤرشف)  (الإنجليزية)
- نجاتي آتش على موقع الاتحاد الأوربي (الإنجليزية)
- نجاتي آتش على موقع اتحاد تركيا (لاعب) (الإنجليزية)
- نجاتي آتش على موقع اتحاد تركيا (مدرب) (الإنجليزية)
- نجاتي آتش على موقع قاعدة بيانات كرة القدم.إي يو (الإنجليزية)
- نجاتي آتش على موقع ناشيونال فوتبول تيمز (الإنجليزية)
- نجاتي آتش على موقع Soccerway.com (الإنجليزية)
- نجاتي آتش على موقع عالم كرة القدم.نت (الإنجليزية)